# Trientgletscher

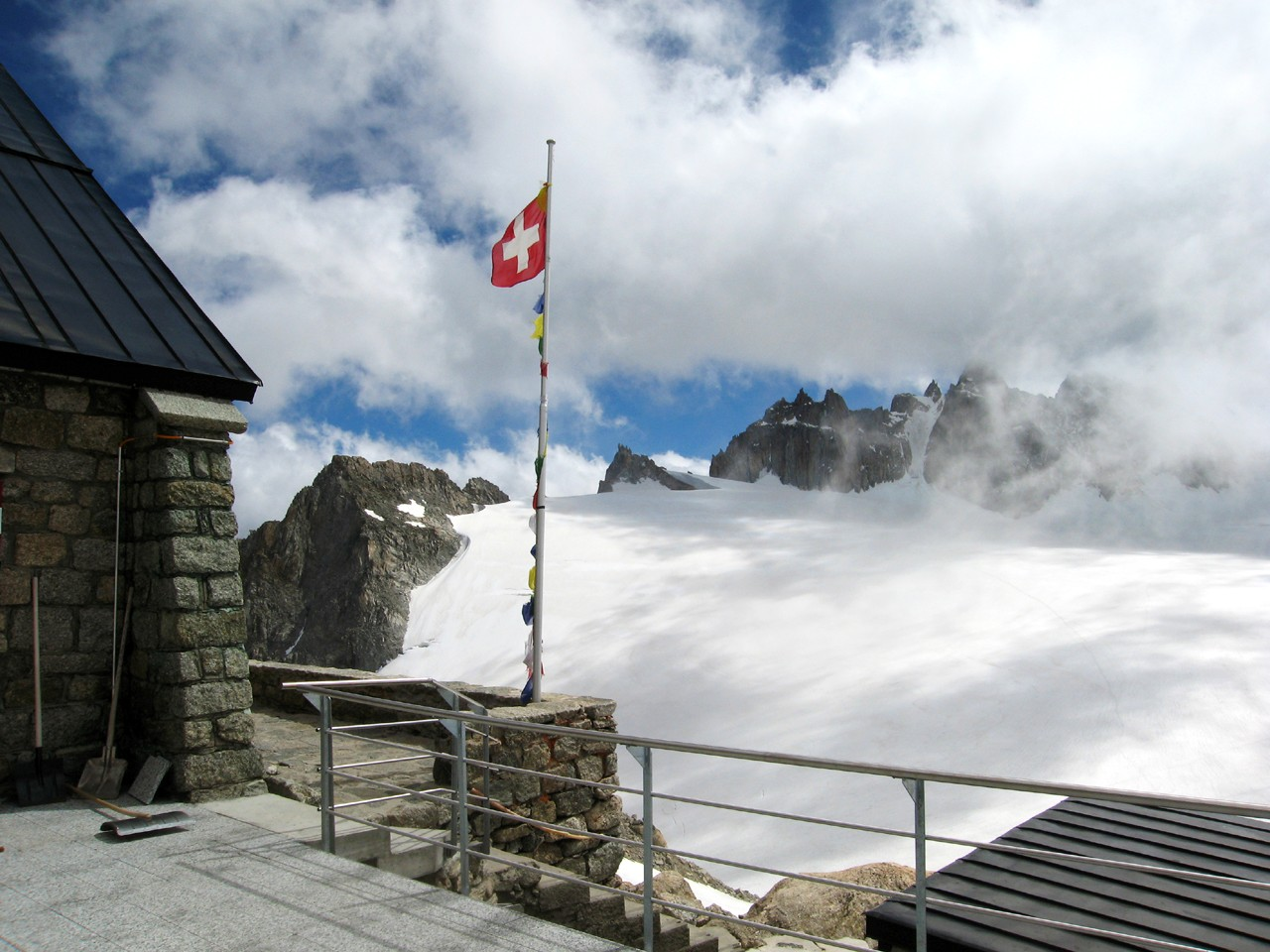
Blick von der Cabane du Trient

Der Trientgletscher (französisch Glacier du Trient) ist ein Talgletscher auf dem Gemeindegebiet von Trient VS am Nordabhang des Mont-Blanc-Massivs im äussersten Südwesten des Kantons Wallis, Schweiz. Er ist 4,5 km lang und bedeckt derzeit noch eine Fläche von rund 6 km². Wie nahezu alle Alpengletscher ist auch der Trientgletscher im Rahmen der globalen Erwärmung von umfassendem Schwund betroffen; so verkürzte er sich zwischen 1900 und 2017 um knapp 1400 Meter.

## Lage
Das Firnfeld des Trientgletschers liegt in einer 2 km breiten Arena auf 3'000 bis 3200 m ü. M. (auch Plateau du Trient genannt), umgeben von der Pointe d’Orny (3271 m ü. M.) im Osten, den Aiguilles Dorées (bis 3519 m ü. M.) im Süden und der Aiguille du Tour (3540 m ü. M.) im Westen. Über letztere verläuft die Landesgrenze zwischen der Schweiz und Frankreich. Unterhalb dieses Firnfelds fliesst der nur rund 600 m breite Gletscher nach Norden den steilen Hang hinunter (Gefälle von teilweise über 50 %). Die Gletscherzunge endet derzeit knapp unterhalb 1800 m. Hier entfliesst der Trient, der nördlich von Martigny in die Rhone mündet.
Der Trientgletscher ist gegen Osten über den firnbedeckten Pass Col d’Orny mit dem 2,5 km langen Ornygletscher (französisch Glacier d’Orny) verbunden. Nach Südwesten besteht eine Verbindung mit dem in Frankreich liegenden Glacier du Tour, und am Nordhang der Aiguille du Tour breitet sich das Firnfeld des Glacier des Grands (2 km²) aus, das ebenfalls mit dem Trientgletscher zusammenhängt.
Am Südhang der Pointe d’Orny über dem Plateau du Trient steht auf 3170 m ü. M. die Cabane du Trient, eine Hütte des Schweizer Alpen-Clubs SAC. Sie dient als Ausgangspunkt für Bergbesteigungen und Gletschertouren im nordöstlichen Teil des Mont-Blanc-Massivs.

## Indikator
Der Trientgletscher reagiert aufgrund seiner Steilheit sehr schnell auf klimatische Änderungen. So ist er – wie auch der Obere Grindelwaldgletscher – eine Art Frühindikator für die Entwicklung der Alpengletscher allgemein. In den letzten 150 Jahren hat sich dementsprechend die Gletscherzunge von etwa 1600 m Höhe auf um die 2300 m Höhe zurückgezogen.
Langjährige Beobachtungen am Gletscher hat der Waadtländer Linguist und Alpinist Jules Guex ausgeführt.

Zustand 1946 (handkolorierte Schwarzweißaufnahme)